# Nová Ves I
Nová Ves I je obec v okrese Kolín ve Středočeském kraji. Leží asi šest kilometrů severozápadně od Kolína. Žije zde přibližně 1 400 obyvatel. Nová Ves I je také název katastrálního území o rozloze 10,29 km2.

## Historie
První písemná zmínka o obci pochází z roku 1290.

## Přírodní poměry
Na západním okraji obce se nachází přírodní památka Lom u Nové Vsi a do východní části katastrálního území Nová Ves I zasahuje část přírodní rezervace Veltrubský luh.

## Obyvatelstvo
| Rok            | 1869 | 1880  | 1890  | 1900  | 1910  | 1921  | 1930  | 1950  | 1961  | 1970  | 1980  | 1991  | 2001  | 2011  | 2021  |
| -------------- | ---- | ----- | ----- | ----- | ----- | ----- | ----- | ----- | ----- | ----- | ----- | ----- | ----- | ----- | ----- |
| Počet obyvatel | 971  | 1 060 | 1 190 | 1 230 | 1 375 | 1 343 | 1 391 | 1 289 | 1 325 | 1 207 | 1 138 | 1 039 | 1 067 | 1 271 | 1 315 |
| Počet domů     | 117  | 120   | 138   | 161   | 207   | 223   | 279   | 331   | 341   | 340   | 336   | 371   | 383   | 423   | 468   |

## Obecní správa

### Územněsprávní začlenění
Dějiny územněsprávního začleňování zahrnují období od roku 1850 do současnosti. V chronologickém přehledu je uvedena územně administrativní příslušnost obce v roce, kdy ke změně došlo:
- 1850 země česká, kraj Pardubice, politický i soudní okres Kolín[7]
- 1855 země česká, kraj Čáslav, soudní okres Kolín
- 1868 země česká, politický i soudní okres Kolín
- 1939 země česká, Oberlandrat Kolín, politický i soudní okres Kolín[8]
- 1942 země česká, Oberlandrat Praha, politický i soudní okres Kolín[9]
- 1945 země česká, správní i soudní okres Kolín[10]
- 1949 Pražský kraj, okres Kolín[11]
- 1960 Středočeský kraj, okres Kolín
- 2003 Středočeský kraj, obec s rozšířenou působností Kolín

### Části obce
- Nová Ves I
- Ohrada

## Společnost

### Rok 1932
V obci Nová Ves (přísl. Ohrada, 1391 obyvatel, katol. kostel) byly v roce 1932 evidovány tyto živnosti a obchody: holič, 3 hostince, 2 koláři, 3 krejčí, 2 obchody s kůží, mlýn, 3 obuvníci, paliva, 3 pekaři, obchod s lahvovým pivem, pokrývač, 6 rolníků, 2 řezníci, 6 obchodů se smíšeným zbožím, stavební podnikatelství, trafika, 2 truhláři, 2 zámečníci.

## Doprava
Dopravní síť

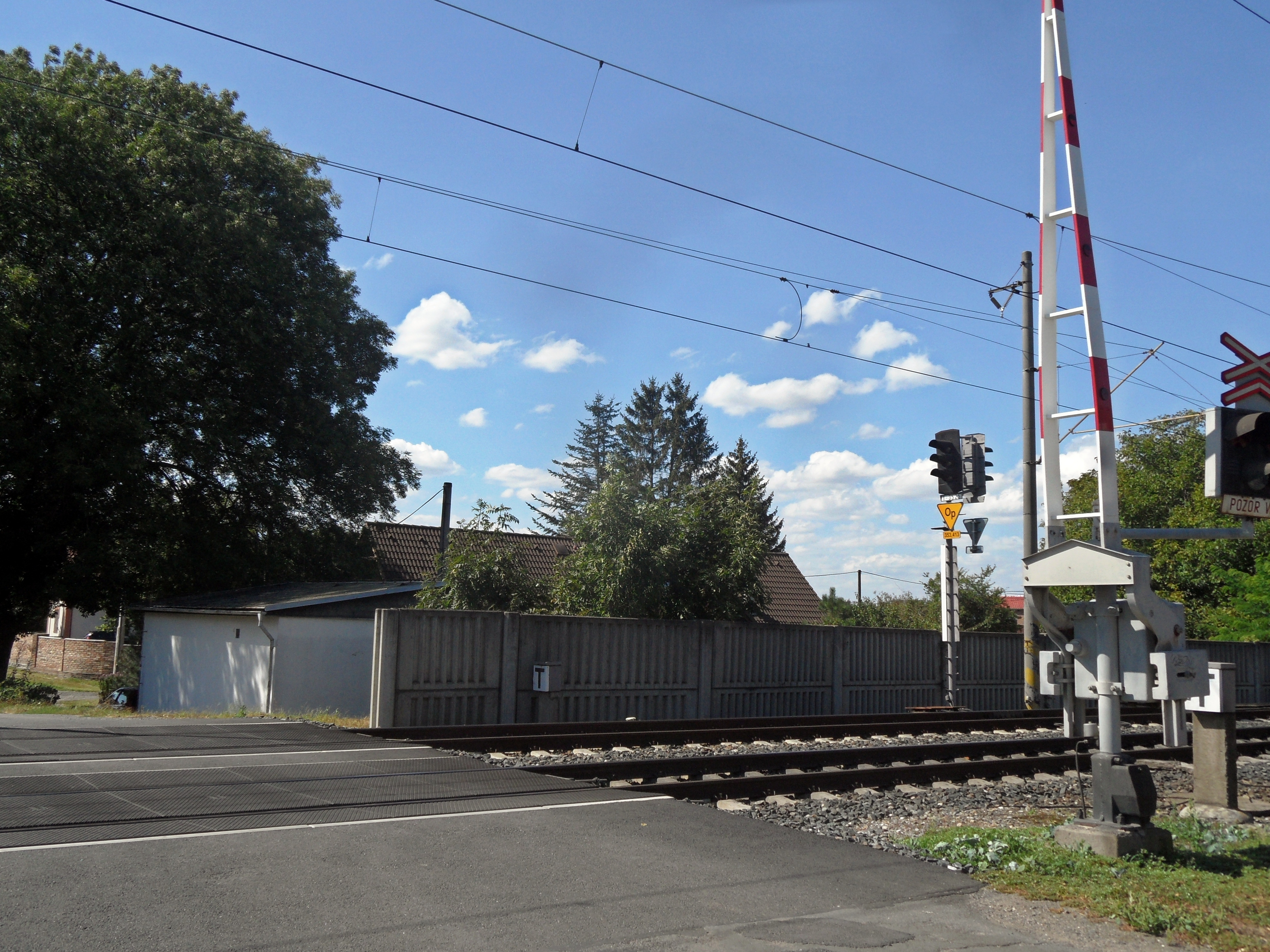
Železniční přejezd P4924 (trať 011 Praha – Kolín)

- Pozemní komunikace – Obcí prochází silnice I/38 Havlíčkův Brod - Kolín - Nová Ves - Nymburk - Mladá Boleslav.
- Železnice – Obec Nová Ves I leží na železniční trati Praha–Kolín. Je to dvoukolejná elektrizovaná celostátní trať zařazená do evropského železničního systému, součást 1. koridoru, doprava byla zahájena roku 1845, po trati lze jezdit rychlostí 160 km/h.

Veřejná doprava 2011
- Autobusová doprava – V obci zastavovaly příměstské autobusové linky Kolín-Nová Ves I-Chotutice (v pracovních dnech 7 spojů) a Kolín-Velim-Poděbrady (v pracovních dnech 1 spoj tam) (dopravce Okresní autobusová doprava Kolín).
- Železniční doprava – Po trati Praha–Kolín vede linka S1 (Praha - Kolín) v rámci pražského systému Esko. V železniční zastávce Nová Ves u Kolína zastavovalo v pracovních dnech 30 párů osobních vlaků, o víkendu 23 párů osobních vlaků.

## Pamětihodnosti
- Kostel sv. Václava na návsi
- Pomník bitvy u Kolína na vrchu Bedřichov

## Galerie

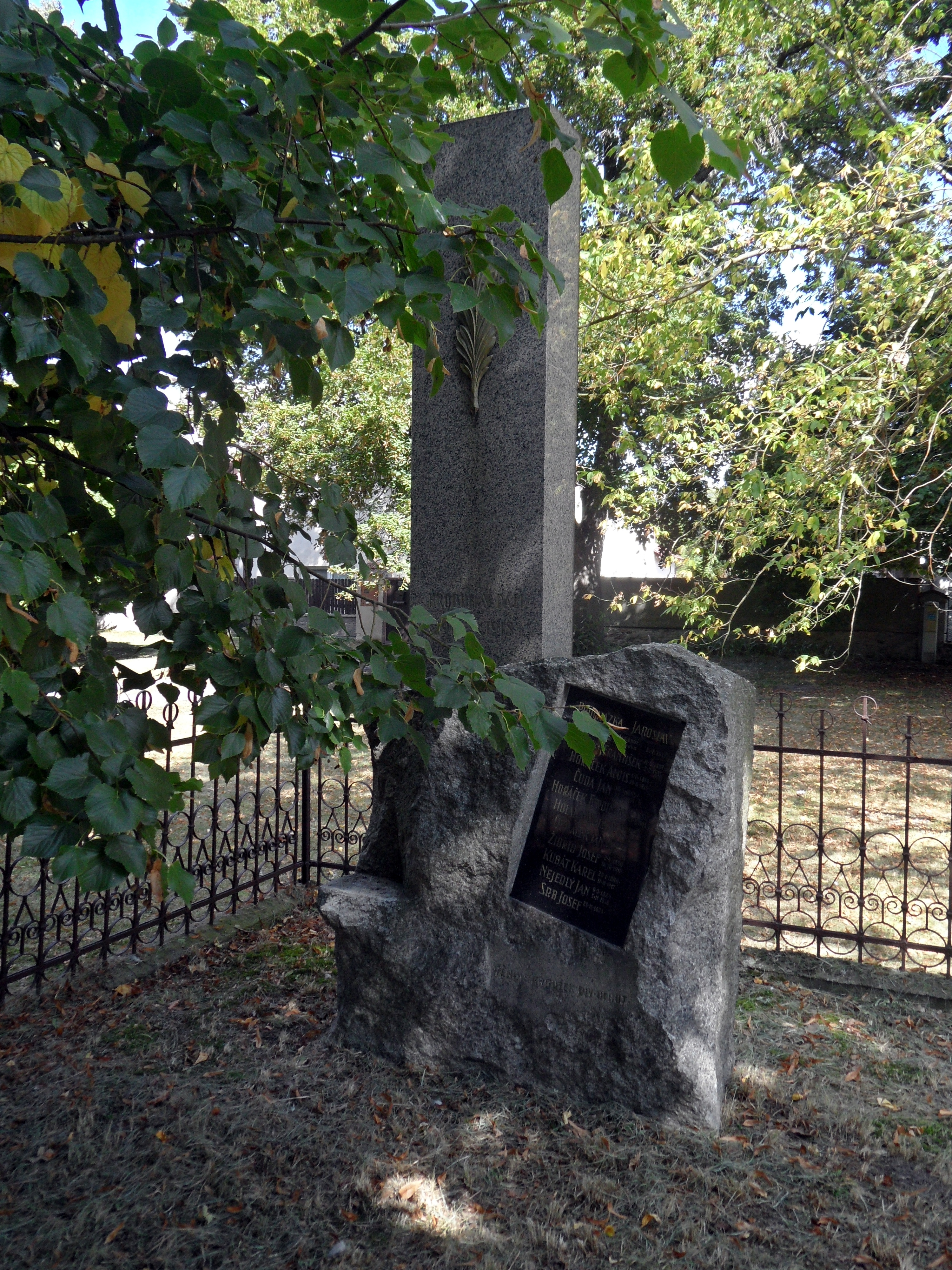
Legerová náměstí, památník obětem války
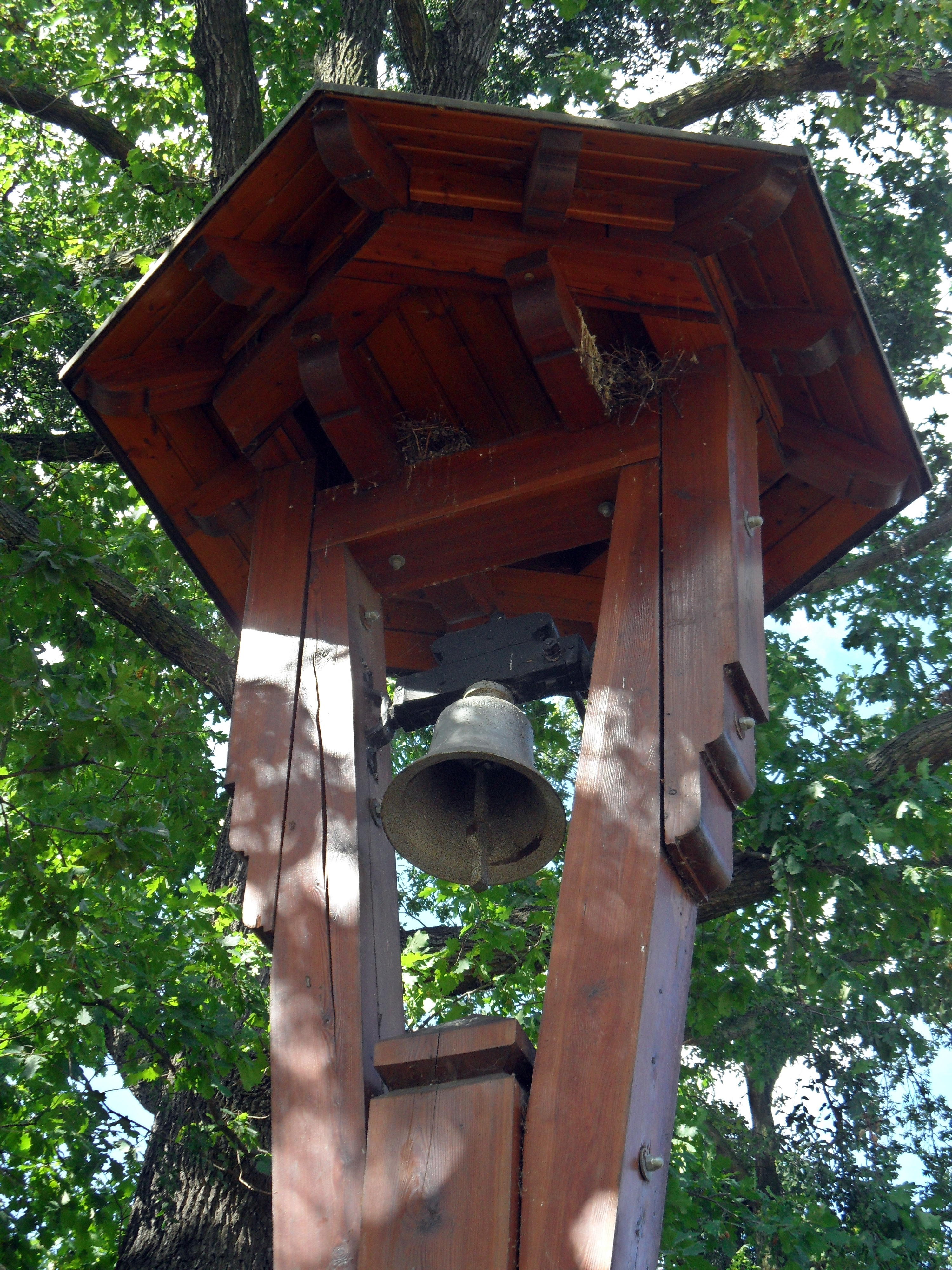
Legerovo náměstí, detail zvoničky